# Azione al largo del faro di Galveston
L’azione al largo del faro di Galveston è stata un'operazione navale condotta nel gennaio 1863 (durante la guerra di secessione americana) durante la quale la nave confederata CSS Alabama affondò la nave della Union Navy USS Hatteras al largo del faro di Galveston in Texas.

## La battaglia
Attorno alle 3 del mattino dell'11 gennaio 1863 la USS Hatteras (con un equipaggio di 126 uomini sotto il comando dal capitano Homer Crane Blake), che faceva parte dello squadrone nordista incaricato di bloccare la costa texana, incontrò la CSS Alabama, con 145 uomini sotto il comando del capitano Raphael Semmes.
Colta di sorpresa, la Hatteras subì il fuoco nemico e dopo pochi minuti era ormai in procinto di affondare e fu costretta ad arrendersi. L'equipaggio della Hatteras cercò di mettersi in salvo e fu raccolto dall'Alabama. Solo sei marinai nordisti riuscirono a fuggire.

## Conseguenze
Dopo aver affondato la Hatteras, l'Alabama salpò verso l'Oceano Atlantico meridionale dove venne inutilmente inseguita da alcune navi nordiste.
Semmes proseguì la sua rotta verso la Francia dove venne distrutta dalla USS Kearsarge nella battaglia di Cherbourg.